# اولتون (تگزاس)
اولتون، تگزاس(به انگلیسی: Olton, Texas) شهری در ایالت تگزاس از ایالات جنوبی ایالات متحده آمریکا است. در سرشماری سال ۲۰۰۰، جمعیت این شهر ۲۲۸۸ نفر اعلام شد.